# Guapuruvu
O guapuruvu (nome científico: Schizolobium parahyba (Vell.) Blake) é uma árvore da família das fabáceas, notável pela sua velocidade de crescimento que pode atingir 3 metros por ano, chegando aos 20 metros,sendo a árvore nativa brasileira de mais rápido crescimento.  A árvore é também  conhecida como guarapuvu, garapuvu, guapiruvu, garapivu, guaburuvu, vapirubu, ficheira, bacurubu, badarra, bacuruva, birosca, faveira, pau-de-vintém, pataqueira, pau-de-tamanco ou umbela. Foi inicialmente descrita por J. M. C. Vellozo em 1825 sob o nome de  Cassia parahyba.
É a árvore símbolo de Florianópolis, capital de Santa Catarina, e utilizada na construção de canoas artesanais em boa parte do litoral brasileiro.

## Características
Árvore de 20 a 30 metros de altura, 60 a 80 centímetros de diâmetro na altura do peito.
Em áreas de plantio, observa-se uma longevidade em torno de 40 a 50 anos, porém, em áreas de ocorrência natural há registros de árvores com mais de 70 anos. Portanto, a S. parahyba está inserida em um grupo das árvores e arbustos de ciclo de vida longo, com idade superior a 50 anos de idade, classificada como grande pioneira. 
O guapuruvu apresenta  elevado crescimento radial ao longo dos primeiros 20 anos de idade, que tende a se estabilizar a partir desse ponto, mostrando um típico comportamento de espécies pioneiras.   S. parahyba está entre as espécies florestais de mais rápido crescimento nas Regiões Sudeste e Sul do Brasil. Entretanto, o crescimento das árvores depende de fatores como a disponibilidade de recursos ambientais (por exemplo, luz, água e nutrientes), condições locais (competição e distância entre árvores, proximidade de cursos d'água, tipo de solo etc.), tamanho e constituição genética da árvore, bem como sua história de desenvolvimento, cada um desses podendo afetar sozinho ou em conjunto o crescimento das árvores 
Flores grandes, vistosas, amarelas. Tronco elegante, majestoso, reto, alto e cilíndrico, casca quase lisa, de cor cinzenta muito característica. Floresce principalmente durante os meses de outubro, novembro e dezembro.
Folhas compostas bipinadas de 80 a 100 cm de comprimento com 30 a 50 pinas opostas. Quarenta a sessenta folíolos por pina, de dois a três cm de comprimento. 
Planta decídua durante o inverno, heliófita, pioneira e seletiva higrófita, exclusiva da mata atlântica. Dispersão irregular e descontínua, prefere matas abertas e capoeiras, muito rara na floresta primária densa. Floresce a partir de agosto até outubro, após a queda da folhagem. Os frutos amadurecem de abril a julho.
Guapuruvu é o símbolo do vale do Paraíba.

## Ocorrência
Nativa do Brasil, Bolívia, Paraguai, Venezuela, Equador, Panamá, Nicarágua, Honduras, Guatemala, El Salvador, Costa Rica, Belize e  México. No Brasil ocorre da Bahia até Santa Catarina na floresta pluvial da encosta atlântica.

## Usos

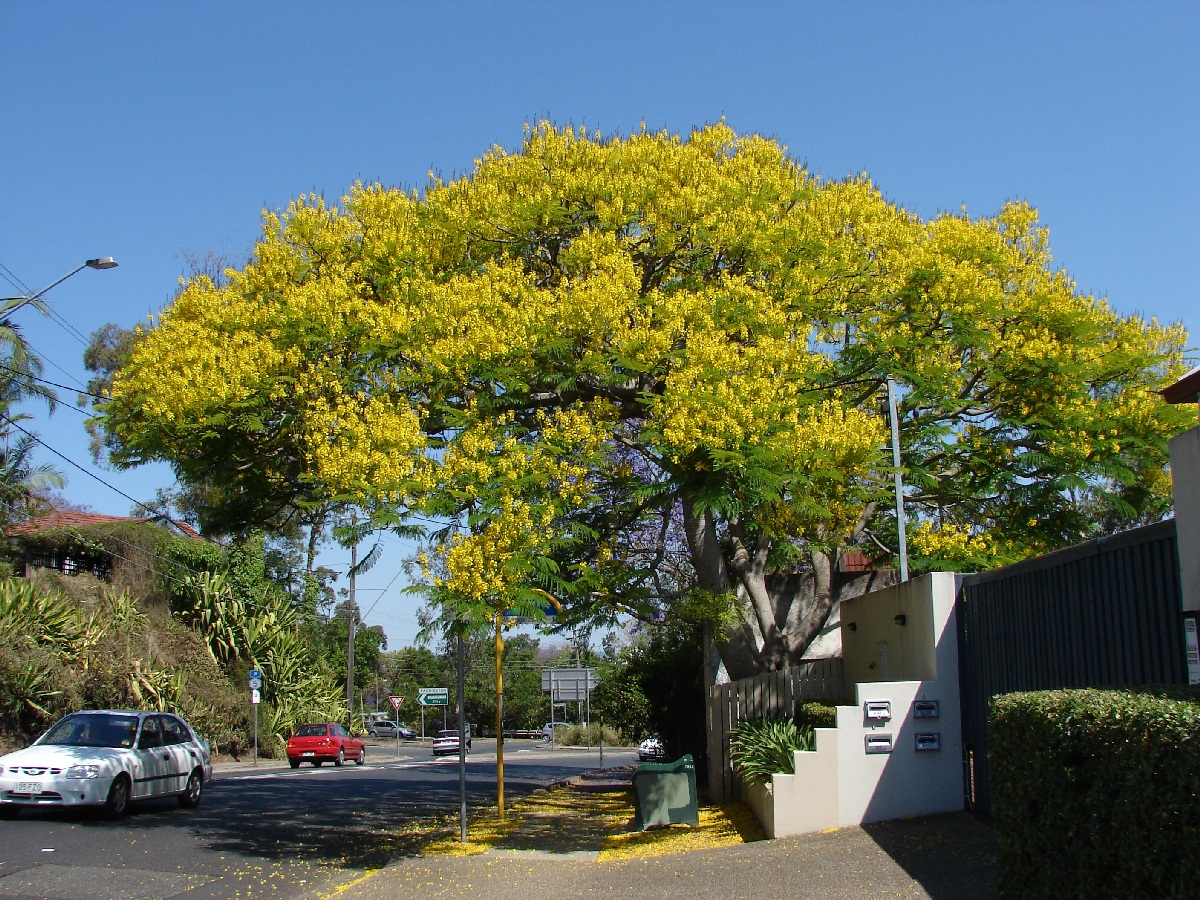
Floração amarela que ocorre na primavera e verão, típica da espécie.

Seu principal uso enquanto árvore viva está no reflorestamento, sendo considerada a espécie ideal para recuperar regiões degradadas, uma vez que cresce com rapidez.
A madeira do guapuruvu é pouco resistente, mas presta-se à confecção de embarcações tipo canoas exatamente pela leveza e facilidade de entalhe.
A madeira é muito leve, com a densidade de 0,32 g/cm cúbico. Indicada para miolo de painéís e portas, brinquedos, saltos de sapato, formas de concreto, compensados e caixotaria.

### Canoa de guapuruvu
O nome popular da árvore – guapuruvu e nomes semelhantes - deriva da língua tupi-guaraní e originalmente significa “tronco de fazer canoa” (yya ou ignara = canoa; p’vú = tronco) em referência ao seu uso popular mais utilizado.

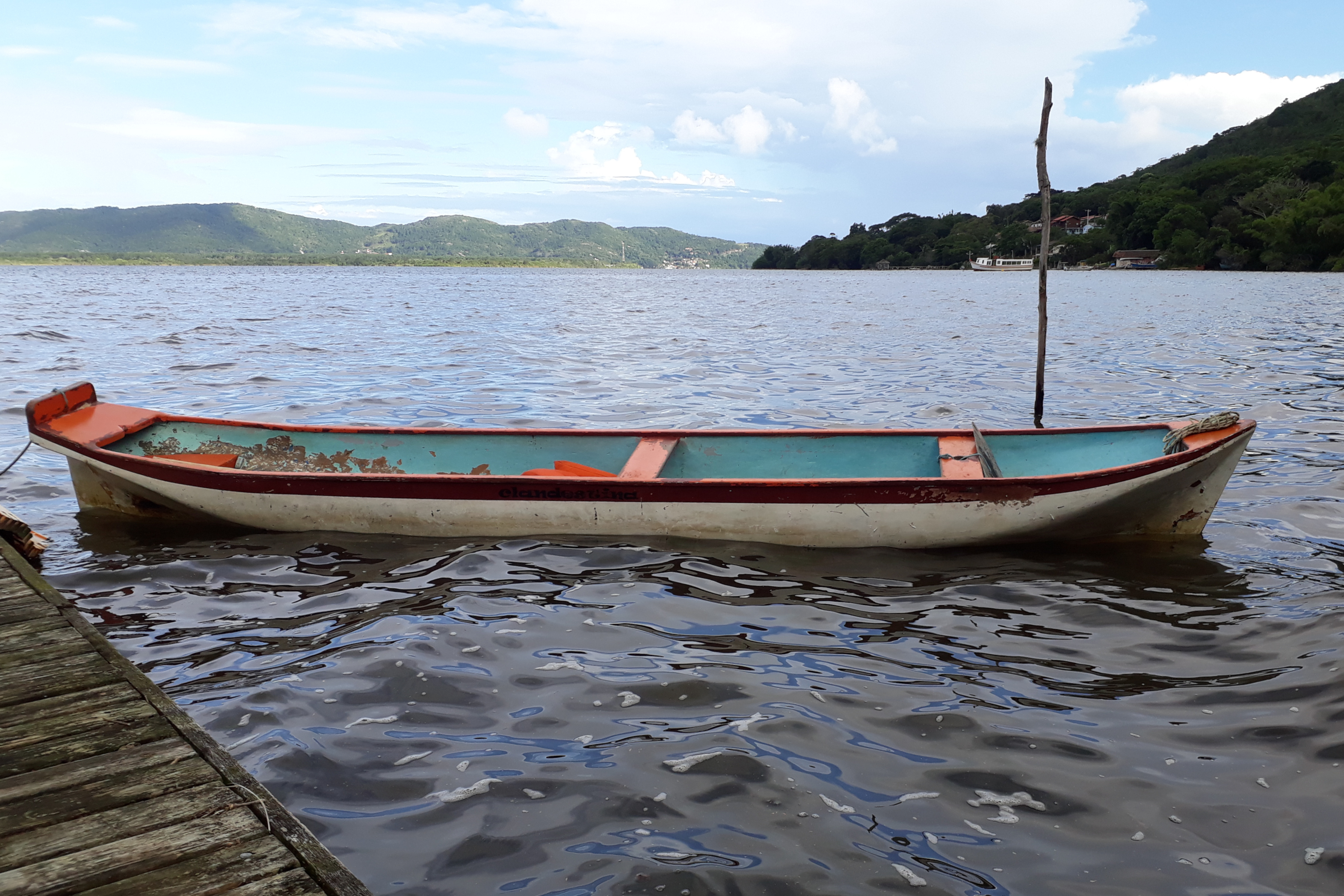
Canoa-de-um-pau-só feita de guapuruvu (sem a vela que por vezes pode ser acoplada) tradicional da comunidade da Costa da Lagoa, em Florianópolis.

Com uma única árvore de guapuruvu, dependendo do tamanho, é possível construir o casco inteiro de uma canoa, dando origem à conhecida “canoa-de-um-pau-só” ou “canoa-de-um-tronco-só”, tradição de origem indígena mantida por diversas comunidades pesqueiras do litoral brasileiro onde ocorre a árvore. A tradição ainda é mantida por certos pescadores do litoral de Santa Catarina, Paraná, São Paulo e Rio de Janeiro. Em Florianópolis se destaca a comunidade da Costa da Lagoa da Conceição, onde a árvore é muito comum e ainda é possível ver algumas antigas canoas de guapuruvú sendo utilizadas.

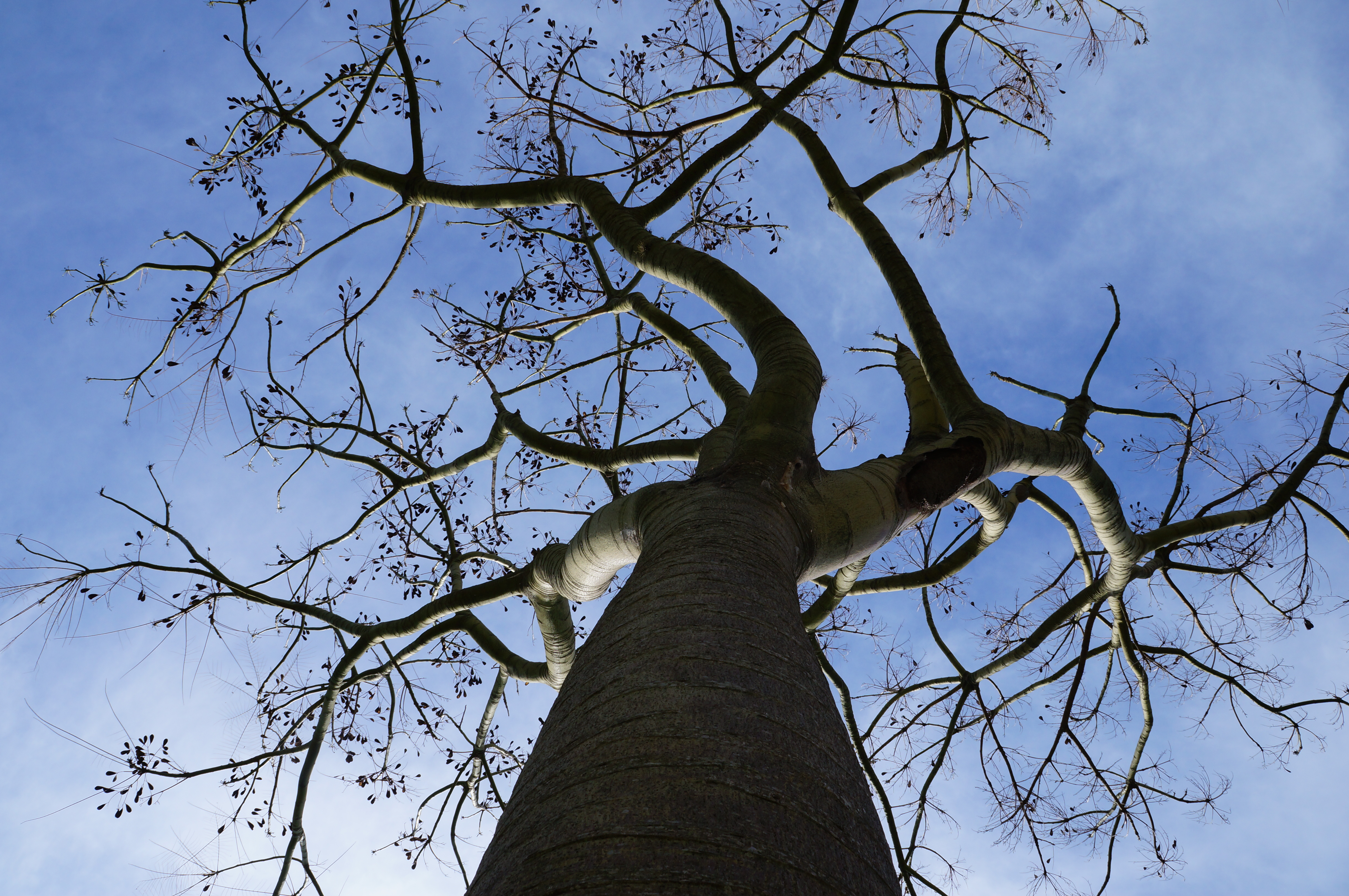
Tronco do guapuruvu, favorável à construção de canoas.

Apesar da tradição se manter corre risco de extinção devido às leis ambientais que restringem o corte das árvores para obtenção da madeira, além da popularização de canoas feitas com materiais sintéticos, entre outros fatores. Dessa forma, o ofício de construção da canoa de guapuruvu ainda resiste principalmente na mão de velhos construtores de canoas, que obtêm a madeira através de árvores que caem naturalmente na mata após temporais severos.
Uma árvore de guapuruvú leva em média de 30 a 40 anos para atingir o tamanho ideal para servir na construção do casco de uma canoa, sendo que para as demais partes da canoa, como a quilha, geralmente são empregadas madeiras mais duras e resistentes, como o cedro. Pode-se ainda, opcionalmente, acoplar vários apetrechos à canoa-de-um-pau-só feita de guapuruvú, como vela, bancos, motor, entre outros.

### Outros usos

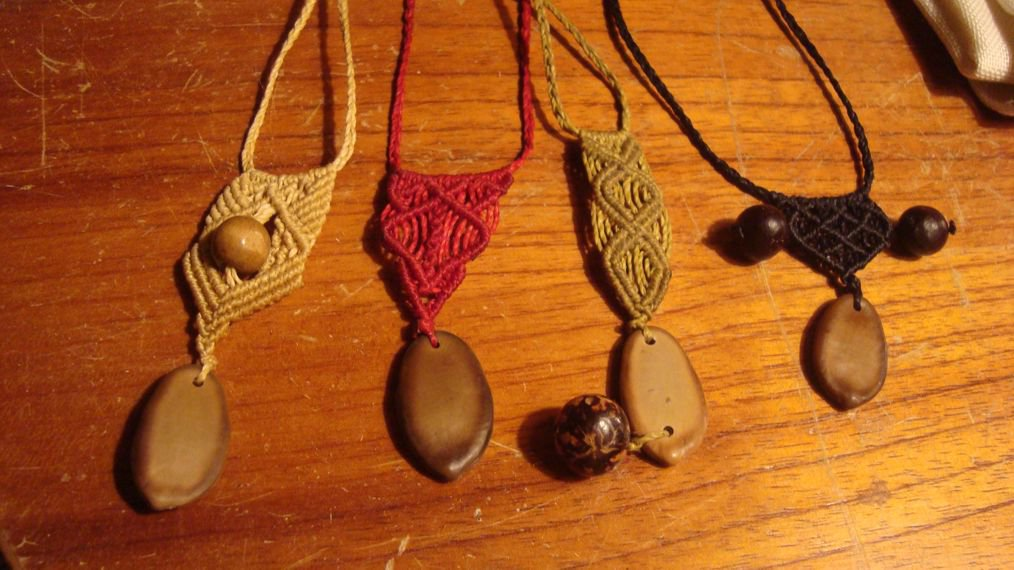
Artesanato utilizando sementes de guapuruvú.

Pode ser utilizada no paisagismo urbano, desde que seja plantada longe de casas, edifícios e locais com circulação de pessoas, pois a árvore não tem grande resistência a temporais e cai com facilidade. Suas sementes e folhas foram estudadas quanto a sua ação contra os efeitos lesivos de acidentes ofídicos por um grupo de pesquisa da Universidade Federal de Uberlândia. Esses estudos se iniciaram com o interesse da pesquisadora Mirian M. Mendes em avaliar o real potencial dessa planta que é utilizada por moradores da zona rural no Triângulo Mineiro - MG    Também são usadas no artesanato tradicional para colares e botões.